# クリスタル☆ドラゴン
『クリスタル☆ドラゴン』は、あしべゆうほによる日本の漫画作品。ケルト神話、北欧神話の神々が登場する、壮大な歴史、冒険ファンタジー漫画。秋田書店の少女漫画雑誌『ボニータ』1981年創刊号より連載を開始した後、『ミステリーボニータ』に移籍。2014年『ミステリーボニータ』5月号および6月号にて「連載再開プレ企画」として序章（前編88P＋後編89P）が再掲載され、同年7月号より本作の連載が再開された。『悪魔（デイモス）の花嫁』を休載しての本作の連載再開後、毎号の掲載が10ページ前後の状況が続いていたが、『ミステリーボニータ』2021年2月号の目次ページに「※「クリスタル☆ドラゴン」は都合によりしばらく休載します。」とのお知らせが発表されて以降、3年以上休載が続いている（2025年1月現在。なお、休載理由は明かされていない為不明）。
2000年6月（単行本17巻）時点で累計発行部数は440万部を記録している。

## あらすじ
エリンの島（現アイルランド）には、金髪碧眼のケルト人が住んでいた。「緑の原の一族」で、ただ1人、黒髪で生まれたアリアンロッドは、妖精の取替えっ子として忌み嫌われて育った。
幼いある日の海岸で、銀髪、銀色の目、銀の鎖帷子を付けたレギオンと名乗る戦士に、黄水晶で出来たサークレットと真実の名を貰う。真実の名とは、その人間の本質であり、真実の名を知る者には支配されると言われ、みだりに口に出してはいけないものだという。それを聞いた、村の賢者（ドルイド）ドリスコルは、アリアンロッドを"伝説の者"ではないかと思い、ドルイド（魔法使い）の弟子とする。
数年後、魔の谷と呼ばれる「深淵の一族」の邪眼のバラーに襲われ、村が全滅してしまう。バラーへの仇討ちを願い、風の精の王パラルダの助言に従い、助け手を求めてアリアンロッドは旅に出る決心をする。
途中で出会った賢者達（ドルイド）に"古き砦に闇が巣食う時、杖なき魔法使い（ドルイド）が現れる。杖なき者は魔法を持たず、闇は嵐を呼ぶだろう。杖なき魔法使いは杖を求め、天と地との境、水晶宮への道をたどる"という古詩を教えられる。半信半疑ながら、自分の杖を探し出し、やがては世界を闇に変えようとするバラーを倒す使命を全うすべく、様々な困難を越えてゆく。

## キャラクター
アリアンロッド（銀の車輪）
黒髪の巻き毛、緑色の目の美少女。ハロルドの一人娘でドルイドの見習い。負けん気が強く、思い立ったらすぐ行動するタイプ。色々な経験を積み、本来の力を得てゆく。ソリルら奴隷を拘束する鎖を外してローマ兵を逆の境遇に落としたりする等、トラブルメーカーでもある。真実の名は名付け親であるレギオンと居合わせた風の精霊しか知らない。ソリルが女性の姿をしていても盾の乙女（スカルメール）の妹よりも子供を産むなど想像できないと中身が女性的ではないと評される。
ヘンルーダ
「緑の原の一族」の族長の末娘。しっかり者で負けん気が強い。生き残ったアリアンロッドとともに一族の再建を誓う。真実の名は「フェリシア（「幸福」の意）」。ソリルと結ばれて事実上の夫婦になり息子を身籠るが、胎児だった息子はバラーに押しつけられた魔を身代わりに引き受けて死を選んだため、出産することなく息子を失った。
レギオン
銀色（水晶宮）の戦士。アリアンロッドの名付け親。戦士ではない「夢見」の個体もあり、謎の存在。「戦士」のレギオンに弾き飛ばされた「夢見」の個体が谷に出現、バラーの攻撃を受けるもパラルダに身を挺して守られ、王位を譲られて風の精霊の新王となる。アリアンロッドの前に現れて「今も昔も竜の杖の主はそなただ」と告げ、彼女と「竜の杖」アランを混乱させる。
実は「戦士」のレギオンは、水晶宮を目指した「夢見」と時空を超えたアリアンロッドに「レギオン」と連呼され、竜の夢の中に留まることを対価として「夢見」により紡がれた願いにより誕生した。
パラルダ
風の精の王。美しい女性のようでもあり、男性のようでもある。常にアリアンロッドを見守っていたが、レギオンを庇ってバラーの駆るコウモリのような羽根を持つ愛馬の角に貫かれて「七つの塔の島」に倒れて他界した。風の王位はレギオンに譲った。
邪眼のバラー
谷に棲まう「深淵の一族」の族長。残忍で攻撃的な性格。右目を常に黄金の眼帯で隠している。それを外した時に闇の力が目を覚ます。しかし、徐々に闇の力だけでもない太古の魔力を有する不可解な存在に変貌する。
エラータ
バラーの姉で、強力な女魔法使い（ドルイダス）。無力に歯噛みする弟可愛さに力を得るために黒い魔法に手を染めてしまい、本来ならば自力で名実共に族長となれる筈だった弟の人生を歪めてしまう。完結に向かう中、弟にしてしまった過ちを悔いる。
グリフィス
バラーの腹心。剣や鞭の達人。バラーの命令でアリアンロッドを捕らえる旅に出る。アリアンロッドとは敵同士ながらも、お互いに命を助けたり、助けられたりする奇妙な関係を築いていく。義理堅く生真面目な性格。秋の木の葉の色と評される赤毛の青年であり、時間軸が物語完結後の外伝「西の森にて」で死亡した姿が描かれた。西の森からついて来た樫（オーク）の精の子供に懐かれる。
ドリュー
ドリュアドの大刀自の種の子供。グリフィスに懐くが、魔力を求める者たちに狙われる。外伝「西の森にて」で樹の精霊らに「偏屈で精霊だという自覚がない」と言われる樫（オーク）の巨木となった姿が描かれた。
ミアーハ
精霊と親交を続ける「沈黙の一族」の上王。ヘンルーダの姉の子ゆえに、彼女より年上でも甥である。予知者であり、竪琴を操る詩人。バラーに一族を滅ぼされて戦死したが、仇討ちを誓って「深淵の一族」に潜入するも正体が露見して死亡したラズモアの肉体に宿る。
ソリル
百の傷を持つと言われるヴァイキングの狂戦士（ベルセルク）。魔法を毛嫌いするもレギオンに導かれ、魔を破る聖剣を手に入れる。後にヘンルーダと結ばれる。母親（ヘンルーダ）を救って魔の依り代となって生まれることなく他界した息子の件でレギオンを恨んでいる。
フランカ
魔に蝕まれて病んだ谷に生を受けた人外の存在。名前は「ねずみ」という意味。リーダー格で「岩（カリク）」、「獣の足（ウパ）」、「四本手（ケーレ・ローヴ）」を束ねてバラーを警護を務め、バラーの息子フィンヴァラを産む。自身の肉を喰わせるという育て方をし、やつれて死亡した。
ウパ
フランカの姉弟のような存在。フィンヴァラが何を喰って成長するかを知り、激昂して弓矢でフィンヴァラを射殺そうとして失敗した。
アラン
アリアンが剣闘士だったころから出没する謎の少年。実は「世界樹」の枝より作られた「竜の杖」の化身。エラータの周辺にもいたことがある。
ラウリン
アルペス山中に住むドワーフの王。大地の王。波打つ淡い金髪と浅黒い肌を持つ美丈夫で、王でありながらドワーフとは種族が違う。魔法の品が好きで、魔法の気配がある品を持つ旅人に取引を持ち掛けては蒐集している。その正体は世界の外で「世界樹」に生る生命の実を育てる庭師。魔法の品を集めるのは、生命の実に悪影響を与え、世界を歪める可能性があると判断したためだった。掠め取った魔力に浸りフランカがフィンヴァラを産み落としたころ、透き通って見えるようになる。
フィンヴァラ
バラーと人外の女性フランカとの間に生を受けた息子。父譲りの能力と闘争心を剥き出しにし、母フランカに窘められることが多々ある。母親の肉体を喰って成長する。
ヒイラギ
かつてグリフィスが一時身を寄せ、死地となった「西の森」のドリュアド（樹の精霊）であり、ドリュアドの大刀自の種であるドリューを見守る新たな刀自。「西の森にて」で幼いころと刀自となって当時を回想する姿が描かれた。

## 書誌情報

### 新書判コミックス
- あしべゆうほ『クリスタル☆ドラゴン』秋田書店〈ボニータコミックス〉、既刊30巻（2020年11月16日現在）
  1. 1982年3月10日発行、ISBN 978-4-25-309015-5。全179頁。
  2. 1982年5月30日発行、ISBN 978-4-25-309016-2。全197頁。
  3. 1982年12月5日発行、ISBN 978-4-25-309017-9。全194頁。
  4. 1983年5月30日発行、ISBN 978-4-25-309018-6。全194頁。
  5. 1984年7月5日発行、ISBN 978-4-25-309019-3。全210頁。
  6. 1984年12月1日発行、ISBN 978-4-25-309020-9。全186頁。
  7. 1985年5月5日発行、ISBN 978-4-25-309021-6。全194頁。
  8. 1985年10月1日発行、ISBN 978-4-25-309022-3。全191頁。
  9. 1986年4月1日発行、ISBN 978-4-25-309023-0。全212頁
：『忘却の川（）のほとりで』（『Candle』1985年11月15日創刊号掲載、p.133-212に収録）。
  10. 1986年11月10日発行、ISBN 978-4-25-309024-7。全181頁。
  11. 1987年7月1日発行、ISBN 978-4-25-309071-1。全188頁。
  12. 1989年9月5日発行、ISBN 978-4-25-309072-8。全199頁
：特別附録『アルプス越えて』作者の取材旅行エッセイ漫画、巻末p.193-199に掲載。
  13. 1990年8月5日発行、ISBN 978-4-25-309073-5。全188頁。
  14. 1992年8月25日発行、ISBN 978-4-25-309074-2。全193頁（初出:『ボニータ』1992年6月号まで収録）。
  15. 1997年12月25日発行、ISBN 978-4-25-309075-9。全180頁（初出:隔月刊『ミステリーボニータ』1996年9月号以降収録）。
  16. 1998年11月15日発行、ISBN 978-4-25-309076-6。全192頁。
  17. 2000年3月10日発行、ISBN 978-4-25-309077-3。全188頁。
  18. 2001年8月25日発行、ISBN 978-4-25-309129-9。全198頁。
  19. 2002年3月20日発行、ISBN 978-4-25-309130-5。全198頁（初出:月刊『ミステリーボニータ』2001年7月号以降収録）。
  20. 2002年10月25日発行、ISBN 978-4-25-309131-2。全188頁。
  21. 2003年7月20日発行、ISBN 978-4-25-309547-1。全190頁（初出:月刊『ミステリーボニータ』2002年7月号〜2003年4月号掲載[注 2]）。
  22. 2004年6月25日発行、ISBN 978-4-25-309548-8。全188頁（初出:『ミスボ』2003年5月号〜2004年2月号掲載）。
  23. 2005年5月15日発行、ISBN 978-4-25-309549-5。全189頁（初出:『ミスボ』2004年3月号〜2004年11月号、2005年1月号掲載）。
  24. 2006年4月15日発行、ISBN 978-4-25-309550-1。全186頁（初出:『ミスボ』2005年2月号〜2006年1月号掲載）。
  25. 2008年1月15日発行、ISBN 978-4-25-326000-8。全188頁（初出:『ミスボ』2006年2月号・4月号〜2007年4月号掲載）。
  26. 2015年10月25日発行、ISBN 978-4-25-326001-5。全159頁（初出:月刊『ミステリーボニータ』2014年7月号以降収録[注 3]）。
  27. 2016年9月25日発行、ISBN 978-4-25-326002-2。全160頁
：番外『西の森にて』物語完結後の世界のグリフィス後日談32頁を冒頭p.5-36に収録[注 4]。
  28. 2018年3月25日発行、ISBN 978-4-25-326003-9。全160頁。
  29. 2019年3月25日発行、ISBN 978-4-25-326004-6。全161頁。
  30. 2020年11月25日発行、ISBN 978-4-25-326005-3。全177頁（初出:月刊『ミステリーボニータ』2020年11月号の一部まで収録済み[6][注 5]）。

《単行本未収録ページ》
3頁（2020年11月号 p.106-108掲載）
10頁（2021年1月号 p.39-48掲載）
0頁（2021年2月号 p.586 contentsに「休載」告知の始まり）
- あしべゆうほ『風の呪歌 射干玉の髪の姫君』秋田書店〈ボニータコミックスα〉ISBN 978-4-253-26039-8
  - 表題作シリーズの他、『クリスタル☆ドラゴン』外伝作品2編を併録。

### 文庫判コミックス
- あしべゆうほ『クリスタル☆ドラゴン』秋田書店〈秋田文庫〉既刊12巻（2007年7月10日現在）
  - 秋田文庫シリーズからの刊行は、新書判コミックス24巻分までを収録したものの最新刊までは追いついていない。
  - 新書判コミックスでは曖昧だった初出掲載情報が文庫判にて詳細に明記されていたので、以下の通り記述する。なお、各巻の長文化を防ぐ為に略称を使用する。
    - 1-7巻：「月刊ボニータ」を「ボニータ」とする。
    - 8-9巻：「ミステリーボニータ（隔月刊）」を「隔ミスボ」とする。
    - 10-12巻：「月刊ミステリーボニータ」を「月ミスボ」とする。

  1. 2003年8月10日発行、ISBN 4253178480。全375頁。初出:『ボニータ』1981年4月創刊号〜同年12月号（新書判1-2巻に該当）。
  2. 2003年10月10日発行、ISBN 4253178499。全384頁。初出:『ボニータ』1982年1月号〜5月号、7〜10月号、12月号、1983年2月号（新書判3-4巻に該当）。
  3. 2003年12月10日発行、ISBN 4253178502。全392頁。初出:『ボニータ』1983年3月号〜6月号、11・12月号、1984年1月号、3〜8月号（新書判5-6巻に該当）。
  4. 2004年2月10日発行、ISBN 4253178510。全381頁。初出:『ボニータ』1984年9月号〜1985年7月号（新書判7-8巻に該当）。
  5. 2004年4月10日発行、ISBN 4253178529。全307頁。初出:『ボニータ』1985年7月号〜10月号、1985年12月号〜1986年3月号、5・6・9月号（新書判9-10巻に該当／※但し新書判9巻所収の『忘却の川のほとりで』は未収録）。
  6. 2004年6月10日発行、ISBN 4253178537。全380頁。初出:『ボニータ』1986年10月号〜1987年2月号、5・8月号、1988年2月号〜7月号（新書判11-12巻に該当）。
  7. 2004年8月10日発行、ISBN 4253178545。全379頁。初出:『ボニータ』1989年8月号〜1990年1月号、1990年3・4・6・8・12月号、1992年4月号〜6月号（新書判13-14巻に該当）。
  8. 2004年11月10日発行、ISBN 4253178553。全368頁。初出:『隔ミスボ』1996年9月特大号・11月号、1997年1・3・7・9・11月号、1998年3・5・9月号（新書判15-16巻に該当）。
  9. 2005年2月10日発行、ISBN 4253178561。全380頁。初出:『隔ミスボ』1998年11月号、1999年3・7・9・11月号、2000年1・3・5・7・9月号、2001年3・5月号（新書判17-18巻に該当）。
  10. 2005年5月10日発行、ISBN 425317857X。全380頁。初出:『月ミスボ』2001年7月号〜2002年6月号（新書判19-20巻に該当）。
  11. 2005年8月10日発行、ISBN 4253178588。全374頁。初出:『月ミスボ』2002年7・8・11・12月号、2003年1・3〜7月号、2003年9・10・12月号、2004年1・2月号（新書判21-22巻に該当）。
  12. 2007年8月10日発行、ISBN 978-4253178594。全366頁。初出:『月ミスボ』2004年3月号〜11月号、2005年1月号〜2006年1月号（新書判23-24巻に該当）。

### その他
総集編 / ミステリーボニータ増刊号として1997年刊行（全5巻/2023年時点）
1. 『クリスタル☆ドラゴン総集編　第Ⅰ集：邪眼のバラー』1997年1月25日。
2. 『クリスタル☆ドラゴン総集編　第Ⅱ集：盾の乙女』1997年3月25日。
3. 『クリスタル☆ドラゴン総集編　第Ⅲ集：ミズガルズの蛇』1997年5月25日。
4. 『クリスタル☆ドラゴン総集編　第Ⅳ集：アレシアの巫女姫』1997年7月25日。
5. 『クリスタル☆ドラゴン総集編　第Ⅴ集：剣闘士の街』1997年10月25日。

別冊付録
- ボニータ編集部 編「永久保存版クリ☆ドラNAVI：クリスタル☆ドラゴンSpecial Guide Book」『ミステリーボニータ 7月号』、〈非売品〉第28巻、第7号、秋田書店、2014年6月6日。[5]